# Брејкденс
Брејкденс (енгл. Breakdance) је настао седамдесетих година прошлог века. Играли су га претежно амерички дечаци. Карактеришу га атрактивни и захтевни покрети као што су обртаји, ветрењаче, замаси и рад ногу, разне акробације. Већина покрета се изводе на поду. Има доста сличности са друштвеним – фолклорним плесом западно-афричких народа (Мали, Замбија, Сенегал), али је настао спонтано на улицама америчких градова да би се наредних 10 година проширио по целом свету. Брејкденс је најзахтевнији улични плес и не треба га мешати са осталим као што су хип хоп, стрејт денс, електрични буги… Данас у школама плеса се уче сви плесови, а брејкденс је круна свега.
Брејкденс могу тренирати дечаци, младићи, а такође и девојке. Потребно је да су здрави и у доброј психофизичкој кондицији. Ако нису, у школи плеса ће стећи потребну кондицију и снагу. Прво се уче мање захтевни и лакши покрети, ради се загревање и кондициони тренинзи па ако се пажљиво прате инструктори, уз одговарајућу упорност резултати су видљиви већ после 3 месеца. Потребна опрема су удобне патике, штитници за зглобове, рукавице без прстију за шаке, одговарајуће капе, удобна и одговарајућа тренерка или прикладна одећа.
Бреккденсинг су створили афроамерички и порторикански млади током раних 1970-их. Најранији брејкденсери били су 1. генерација б-бојса познатих као Трикси (Лори Мјерс), Денсинг Даг (Даглас Колон), А1 Ббој Саса, Дани Харис, Вилијам, Били Бил, Воринг, Кертис Блоу. Легендарни близанци Смит и Кларк Кент. Групе су биле Зулу Кингс, Стар Чајлд Ла Рок, Салсоул и Крејзи Командос. Крајем седамдесетих, плес је почео да се шири на друге заједнице и стицао је ширу популарност; у исто време, плес је достигао врхунац популарности међу Афроамериканцима и Порториканцима.
Практичар овог плеса назива се „б-бој, б-гирл, брејкденсер“ или „брејкер“ (енгл. b-boy, b-girl, breakdancer, breaker) Иако се термин „брејкденс“ често користи за означавање плеса у популарној култури и у широј индустрији забаве, „б-бојинг“ и „брејк“ (енгл. b-boying, break) су првобитни изрази и њих преферира већина пионира и већина истакнутијих практичара.
На Летњим олимпијским играма у Паризу 2024. биће први пут одржана такмичења у брејкденсу.

## Терминологија
Уместо првобитног израза „б-бојинг'“ („брејк-бојинг“; енгл. b-boying, break-boying), главни медији су промовисали уметничку форму као „брејкденсинг“ (енгл. breakdancing), по чему је она постала опште позната. Неки ентузијасти сматрају „брејкденсинг“ неуким, и чак и погрдним изразом због медијске експлоатације ове уметничке форме. Медији су приказали поједностављену верзију плеса, чинећи да изгледа да су такозвани „трикови“ све, ултиматно тргујући културом за новац и промоцију. Термин „брејкденсинг“ је такође проблематичан јер је постао разблажени поквни појам који укључује попинг, локинг и електрични бугалу,‍:60 који нису стилови брејкденса, већ су то „фанк стилови“ који су били развијени одвојено од брејкденса у Калифорнији. Сам плес репери попут КРС-Вана, Талиба Квелија, Мос Дефа и Дарил Макданијелса из Run-D.M.C. називају „брејкинг“ (енгл. breaking).
| Извор                                          | Навод | Цитат  |
| ---------------------------------------------- | --- | ------ |
| Ричард „Крејзи Легс” рубрика; Rock Steady Crew | „Када сам 1977. први пут сазнао за тај плес, звао се б-бојинг ... до времена кад су га медији узели под своје негде '81, '82, постао је 'брејкденсинг', те сам чак ја започео да га називам брејкденсинг.” | [ 4 ]  |
| Акција; Њујорк Сити брејкерси                  | „Знате шта, то је донекла наша грешка ... почели смо да плешемо и идемо на турнеје и све то и људи би рекли, о, ви сте брејкденсери - ми их никада нисмо исправиљали.” | [ 4 ]  |
| Сантијаго „Џо-Џо” Торез;                       | „Б-бој ... то је то, зато кад је јавност то променила у 'бреакденцинг', само су му дали професионално име, али б-бој је било првобитно име за то и ко год жели да га буде реалан би то и даље звао б-бој.” | [ 4 ]  |
|                                                | „Брејкденсинг је можда умро, али б-бој, један од четири оригинална елемента хип хопа (укључујући и МЦ-а, ДЈ-а и графитере) живи и даље. Онима који су то знали пре него што је означен именом брејкденс, онима који и даље учествују у сцени и који ће то увек знати б-бојинг, традиција је жива и, ето, врти се.” | [ 13 ] |
| Бостон Глоуб                                   | „Лекција прва: Не зовите то брејкдансом. Хип-хопова плесна традиција, кинетички пандан звучној сцени реп музике и визуелних графита, добро је позната као б-бојинг.” | [ 5 ]  |
| Електрик Бугалус                               | „У 80-има када је улично плесање задобило популарност, медији су често погрешно користили термин 'брејкденсинг' као покровни термин за већину уличних стилова које су видели. Оно што многи људи нису знали било је [да] унутар ових стилова постоје и друге поткултуре, свака са својим идентитетом. Брејкденс, или б-бојинг, како је прикладније познат, има своје корене на источној обали и на њега су снажно утицали брејк ритмови и хип хоп.”                                                                      | [ 14 ] |
| Хорхе „Попмастер Фејбл” Пабон                  | „Брејкденсинг је појам који су створили медији! Једном када су хип-хоп плесачи привукли пажњу медија, неки новинари и репортери израдили су нетачну терминологију у покушају да представе ове урбане плесне форме масама. Израз брејкденс је главни пример овог погрешног назива. Већина пионира и архитеката плесних облика повезаних са хип-хопом одбацују овај термин и чврсто се држе изворног народног језика створеног у њиховим местима порекла. У случају брејкденса, у почетку се звао б-бојинг или б-гирлинг.” | [ 15 ] |
| Бенџамин „Б-Тек” Чанг;                         | „Кад неко каже брејкденце, ми га исправимо и кажемо да је то б-бојинг.” | [ 16 ] |
| Тимоти „Попин' Пит”; Електрик Бугалус          | „Важно је појаснити да је термин „брејкденцинг“ погрешан, то сам читао у многим часописима, али то је медијски појам. Тачан термин је 'Брејкин', људи који то раде су Б-Бојс и Б-Гирлс. Термин 'брејкденс' треба избацити из речника плеса.” | [ 17 ] |
| Одломак из књиге                               | „Са салвом медијске пажње коју је [брејкденсинг] примио, чак се и терминологија почела мењати. 'Брејкденсинг' је постао општи термин који описује оно што се првобитно називало 'бернинг', 'гоинг оф', 'брејкинг', 'б-бојинг' и 'б-гирлинг' ... Иако су многи хип-хоп пионири неко време прихватили тај термин током 1980-их, они су од тада повратили оригиналну терминологију и одбацили 'брејкденс' као медијски измишљену реч која симболизује нагрђивање и кооптацију уметничке форме.”                             | [ 10 ] |
| Конзерваторијум за хип-хоп плес                | „Брејкинг или б-бојинг се обично погрешно разуме или погрешно назива 'брејкденсинг'. Брејкденсинг је термин који је настао из слабина медијског филистинизма, сциолизма, и наивности у то време. Без истинског познавања хип-хоп дијаспоре, али са неизлечивом потребом да се то дефинише за неуке масе, родио се термин брејкденс. Већина брејкера сматра тај термин увредом.” | [ 18 ] |
| Џеф Чанг                                       | „Током 1970-их, низ плесова које су практиковали црнци и латиноамериканци никао је у унутрашњости градова Њујорка и Калифорније. Ти стилови су имали вртоглаву листу имена: 'апрок' у Бруклину, 'локинг' у Лос Анђелесу, 'бугалу' и 'попинг' у Фресну и 'стратинг' у Сан Франциску и Оукланду. Када су ови плесови примећени средином 80-их година ван свог географског контекста, различити стилови су обједињени под ознаком 'брејкденс'.”                                                                             | [ 19 ] |
| Речник америчке баштине                        | „б-бој (bē′boi′) и. Човек или дечак који се бави б-бојингом. [б-, вероватно скраћеница од (од пауза за плес у фанк-снимцима од којих тернтаблистери праве брејкбит музику на коју се б-бојинг изводи) + BOY.]” | [ 20 ] |